# Conquista del Cile
La conquista del Cile è un periodo storico che va dall'arrivo di Pedro de Valdivia in Cile nel 1541 fino alla morte di Martín García Óñez de Loyola nel 1598.

## Spedizione di Pedro de Valdivia
Pedro de Valdivia, militare professionista che aveva combattuto con l'esercito di Carlo V, arrivò nel nuovo continente nel 1535, cooperando con Francisco Pizarro nella guerra civile che combatteva con Diego de Almagro.
Nonostante avesse accumulato una fortuna significativa in Perù, Valdivia decide di intraprendere il viaggio verso il Cile, in cerca di fama e di gloria. Lo accompagnò Inés de Suárez, originaria dell'Estremadura (Spagna), che divenne la sua amante.
Nell'aprile del 1539 Pizarro lo autorizzò ad iniziare a conquistare il Cile ma non gli diede nessun aiuto economico per intraprendere l'impresa. Dovette così associarsi al commerciante Francisco Martínez ed al capitano Alonso de Monroy e per lo stesso motivo dovette stipulare un contratto con Pero Sánchez de la Hoz, vecchio segretario di Pizarro, che tornava dalla Spagna con l'autorizzazione del re per esplorare le terre a sud dello stretto di Magellano e il titolo di governatore delle terre che lì avrebbe scoperto.

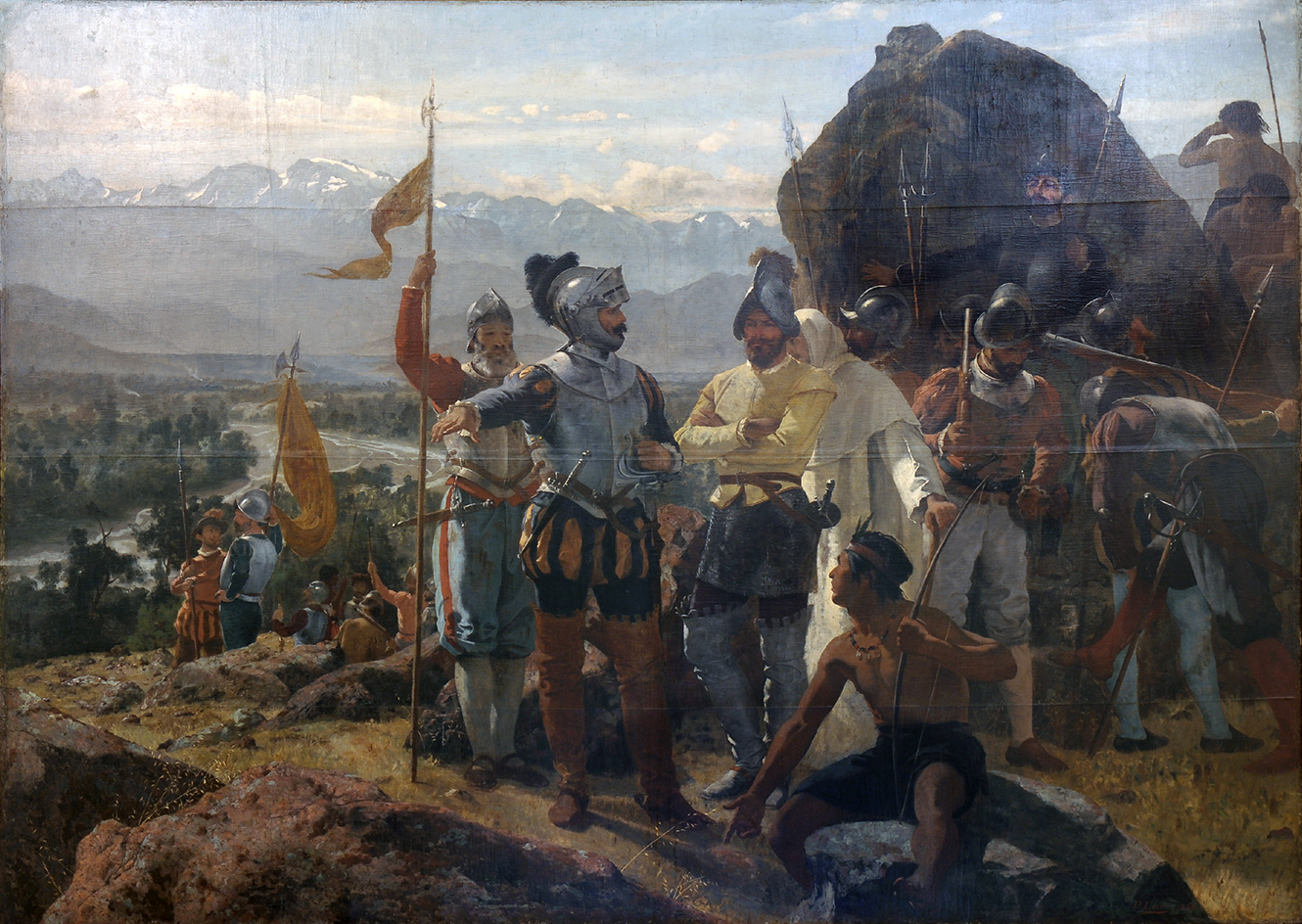
Fondazione di Santiago del Nuevo Extremo.

Dopo il fallimento della spedizione di Almagro, nessuno voleva andare in Cile perché veniva considerata una terra maledetta. Ottenne solo undici soldati per la sua brigata, più una donna, Inés Suárez, e un migliaio di indios ausiliari. Lungo il cammino si uniranno altri esploratori come Francisco de Villagra e Francisco de Aguirre.
Al contrario di Diego de Almagro intraprese il cammino attraverso il Deserto di Atacama. Sánchez de la Hoz, che era rimasto in Perù cercando di ottenere i rinforzi pattuiti, non riuscendoci finì per riempirsi di debiti. Arrivò di notte all'accampamento di Valdivia e tentò di assassinarlo per usurpare il comando della spedizione.
Però Valdivia era assente, al suo ritorno perdonò Sánchez de la Hoz e deportò tre dei suoi complici, ottenendo in cambio la rinuncia da parte sua a qualsiasi diritto di esplorazione e conquista.
Una volta arrivati alla valle di Copiapó, prende solennemente possesso di questa terra in nome del re di Spagna e gli dà il nome di "Nuova Extremadura" in ricordo della sua terra natale.
Riprende la marcia sino alla valle dell'Aconcagua, dove il cacique Michimalongo prova a fermarlo senza successo. Il 12 febbraio 1541, stabilì la sua sede nella città di Santiago del Nuevo Extremo ai piedi del colle Santa Lucía (Huelén in lingua Mapudungun) circondata dai bracci del fiume Mapocho. Il tracciato della città era a pianta ortogonale, partendo dall'isola del fiume si divise il terreno in isolati, che a loro volta furono divisi in quattro parti assegnate ai primi colonizzatori. Dopo aver tracciato e fondato la città venne creato il primo municipio, importando lo stesso sistema giuridico e istituzionale spagnolo.

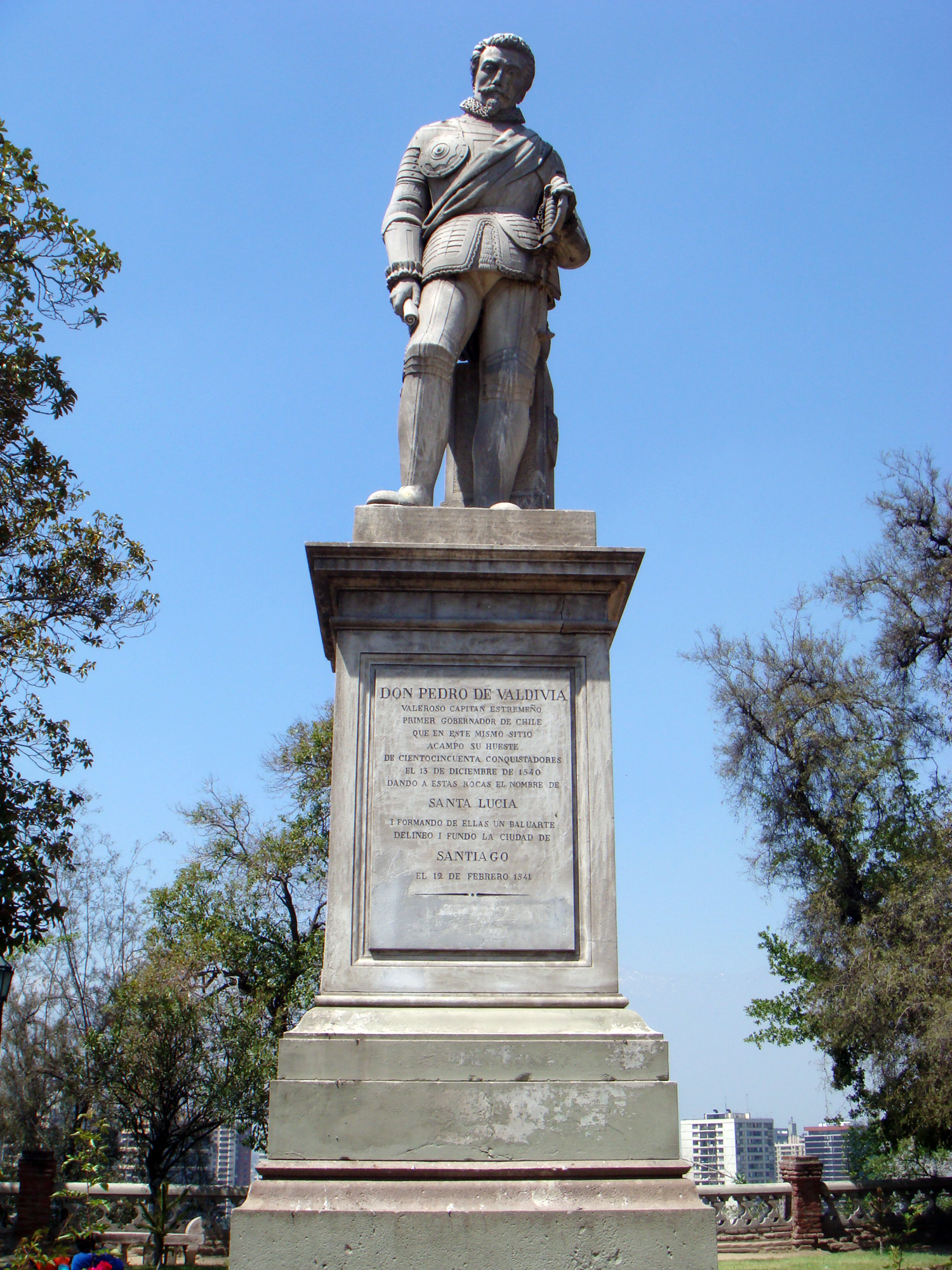
Monumento a Pedro de Valdivia sul Cerro Santa Lucía a Santiago nel luogo dove fu fondata la città di Santiago de Nueva Extremadura.

Si sparse la voce che i fautori di Almagro avessero ucciso Pizarro. Certamente, la carica di tenente Governatore di Valdivia era vacante. Allora sarebbe potuta arrivare un'altra persona dal Perù a prendere le redini della nascente colonia e rimanere in secondo piano, affidando così il comando degli indigeni ad uno straniero.
Il municipio fatte queste considerazioni prese la decisione di assegnare a Valdivia il titolo de Governatore e Capitano Generale in nome del Re, carica che quest'ultimo dapprincipio, strategicamente, rifiutò per non sembrare traditore nei confronti di Pizarro, se ancora era vivo, ma davanti alla minaccia di affidarlo a qualcun altro, accettò il titolo, l'11 giugno 1541.
Il paese non era ricco di risorse minerarie come il Perù, e non aveva una manodopera indigena così efficiente. Pertanto i primi tempi furono duri, soprattutto dopo l'attacco contro la nascente città del cacique Michimalongo, l'11 settembre 1541, che la trasformò in un mucchio di cenere per gli incendi appiccati.
Iniziò diverse opere di miglioria, tra cui spicca la fondazione di diverse città: La Serena (1543), Concepción (1550), La Imperial, Valdivia, Villarica e Los Confines. Iniziò anche la guerra contro la popolazione indigena dei mapuche, ricordata da Alonso de Ercilla nella sua opera "La Araucana" (1576). Militarmente ottenne importanti trionfi come quello della Battaglia di Andalien (1550) e pesanti sconfitte come quella nella battaglia di Tucapel (1553) durante la quale perse la vita.

## Lotte per il potere. Il primo governo Villagra
Nel testamento di Valdivia, che si sarebbe dovuto aprire solo dopo la sua morte, nominava governatore del Cile in primis Jerónimo de Alderete, in secondo luogo Francisco de Aguirre e come ultimo Villagra. Alderete era in Spagna a negoziare il riconoscimento dell'incarico di Valdivia da parte del Re, e Aguirre era a conquistare Tucumán.
Quindi le città del Sud acclamarono governatore Villagra.
Non successe la stessa cosa a Santiago dove non fu aperto il testamento di Valdivia e venne proclamato governatore Rodrigo de Quiroga.
Villagra intento a contrastare la ribellione indigena, capeggiata da Lautaro, durante la Batalla de Marigueñu (26 febbraio) soffrì una terribile sconfitta, perdendo metà dei suoi soldati e vedendo lo spopolamento e la distruzione della città di Concepción. Giunto a Santiago per procedere alla successione, obbligò Quiroga a lasciare il suo mandato. Ma, nel frattempo, il figlio di Aguirre comunicò a suo padre l'accaduto e la sua assegnazione al secondo posto nella successione testamentaria, per questo motivo quest'ultimo ritornò in Cile dove ebbe luogo una disputa tra i due capitani, dalla quale a causa dello scarso sostegno che aveva, ebbe la meglio il Villagra.
Nel frattempo la Guerra agli Araucani continuava, e Lautaro tornò a vincere contro gli spagnoli a Angol e a Concepción. Villagra si sposta a Sud, riesce a introdursi di sorpresa con i suoi uomini nel accampamento mapuche, ammazzando Lautaro e vincendo gli araucani nella battaglia di Peteroa (1º aprile 1557).

## Governo di García Hurtado de Mendoza

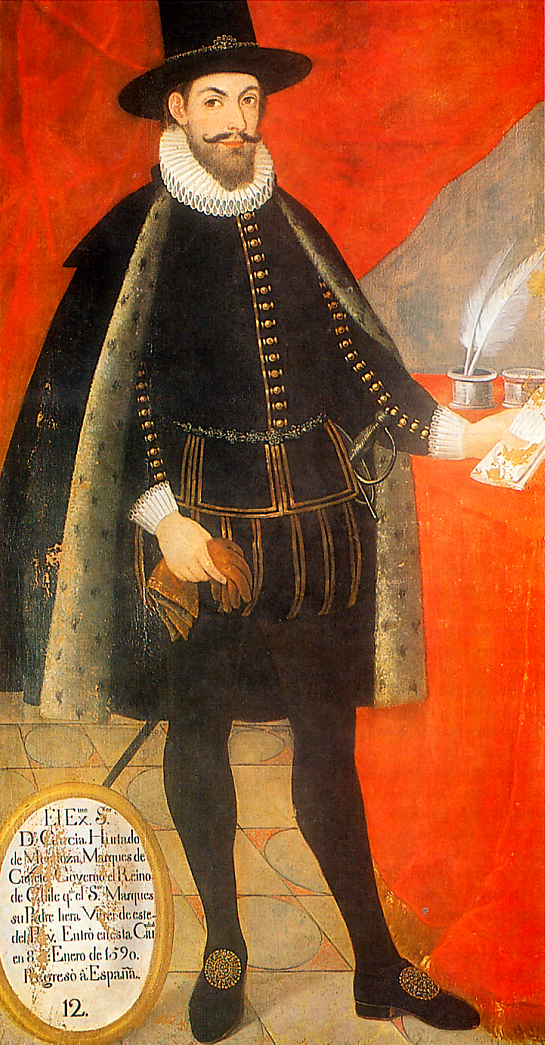
García Hurtado de Mendoza, governatore del Cile e successivamente viceré del Perú.

García Hurtado de Mendoza, figlio del nuovo Viceré del Perú (in seguito a sua volta Viceré) sbarcò a La Serena il 23 aprile 1557. Aveva 21 anni ed un carattere arrogante, violento e autoritario. Portò con sé nel Cile l'esercito di maggiori dimensioni che sino ad allora avevano visto questi luoghi: contava più di 500 uomini, armati di archibugi e cannoni.
Francisco de Aguirre lo ricevette in maniera molto ospitale a La Serena, ma conoscendo il nuovo governatore i problemi tra Aguirre e Francisco de Villagra per il governo del Cile, non tardò a incarcerarlo, e lo stesso fece con Villagra.
Si diresse subito verso il territorio Araucano, sollevando il forte San Luis de Toledo, che fu prontamente attaccato dai mapuches, che furono sconfitti, in quanto il governatore riuscì a contrastare il loro numero con la forza di cannoni e archibugi.
Diresse una nuova campagna in ottobre del 1557, con un poderoso esercito di più di 500 uomini e migliaia di aiutanti indigeni. Durante questa campagna ebbe luogo la Battaglia di Lagunillas (7 novembre), nella quale gli spagnoli si salvarono la vita principalmente grazie al coraggio dimostrato da Rodrigo de Quiroga e dagli altri capitani.
Racconta Alonso de Ercilla, che giunse in Cile con il gruppo che seguiva il governatore, che gli spagnoli catturarono in quella battaglia il caciche Galvarino, al quale amputarono la mano sinistra. Persa quella mano senza alcun lamento Galvarino pose l'altra, che a sua volta gli fu amputata. Invocò la morte, ma i conquistadores lo lasciarono andare e il leader araucano trovò rifugio dai suoi per pianificare la sua vendetta.
Tra i comandanti mapuches che si commemorano si ricorda Caupolicán, che diresse il 30 novembre un nuovo attacco contro l'invasore, nella cosiddetta Battaglia di Millarapue, nella valle che porta lo stesso nome, che era piena di insidie che le facilitavano l'attacco a sorpresa. Questa battaglia fu un altro insuccesso dei mapuche, che ebbero come punizione l'impiccagione di 30 loro, tra cui lo stesso Galvarino, che combatté sempre in prima fila.
Le difficoltà della lotta iniziarono a segnare i compagni de García Hurtado de Mendoza, i quali speravano di ottenere ricchezze in cambio dei loro servigi. Per averli dalla sua parte, il governatore rinunciò al bottino di Concepción, città in quell'occasione abbandonata, consegnandola nelle mani dei suoi compagni. Per questo motivo, la città fu rifondata por la terza volta.
Poco più tardi fondò anche la città di Cagnete della Frontera, e ritemprate le sue truppe dalle battaglie, le divise nuovamente. Caupolicán, istigato dall'indio Andresillo, decise di attaccare il forte Tucapil. Quello che non sapeva era che Andresillo era un traditore che aveva avvisato dell'attacco degli spagnoli, per questo motivo gli assaltatori si trasformarono in assaltati, determinandosi una fuga nella quale lasciarono molti feriti e prigionieri, e indebolirono gravemente le loro forze.
Il morale degli spagnoli crebbe e durante un assalto a sorpresa all'accampamento di Caupolicán, riuscirono a catturarlo. Il capo mapuche, portato al forte Tucapil, provò a scendere a patti con gli spagnoli, promise di convertirsi al cristianesimo, ma Reinoso, il capo del forte, decise di condannarlo a morte impalato, cioè, a sederci su un palo che gli avrebbe distrutto in maniera molto dolorosa le interiora. Quella condanna venne eseguita, e quella fu la fine di Caupolicán.
Gli indigeni attaccarono nuovamente, questa volta il forte di Quiapo, tra Cañete e Concepción, però furono nuovamente respinti. Convinto della necessità di fondare diversi forti per consolidare la conquista, ne fondò uno con il nome di Los Infante o San Andrés de Angol.
A distanza di un certo periodo si rese conto che suo padre, il viceré, era stato sostituito dal re, e che il suo sostituto era già in marcia. E per di più, designarono governatore del Cile, Francisco de Villagra, da cui dovevano attendersi le stesse umiliazioni che gli aveva fatto patire. Per questi motivi decise di abbandonare il Cile, passando da Santiago, che non aveva visitato durante tutto il suo governatorato. Lì apprese della morte del successore di suo padre, per cui dato che quest'ultimo continuava al comando, rimase più tempo nella capitale avendo migliorato le sue prospettive.
Durante la sua permanenza a Santiago si pubblicò la tasa de Santillán, che stabiliva il sistema di rotazione del lavoro indigeno, per cui invece di licenziare tutti gli indios di una ripartizione, si fissava un turno di servizio, fissando l'obbligo per il capo di ogni tribù di inviare al lavoro un uomo ogni sei vassalli per lo sfruttamento delle miniere, e di uno ogni cinque per i lavori agricoli. Questo lavoratore, a cui fino ad allora non si era pagato alcun salario, doveva essere remunerato con la sesta parte del prodotto del suo lavoro, e questa quota doveva essergli pagata regolarmente alla fine di ogni mese. Si esentavano inoltre dal lavoro le donne e uomini minori di 18 anni e maggiori di 50, e si ordinava che gli indigeni fossero mantenuti dai i loro datori di lavoro, che inoltre dovevano mantenerli sani ed evangelizzati.
Una nuova notizia avrebbe cambiato il suo futuro, la morte di suo padre. Decise di partire immediatamente per il Perù, designando come governatore provvisorio Quiroga, nell'attesa di Villagra.

## Governi di Francisco e Pedro de Villagra

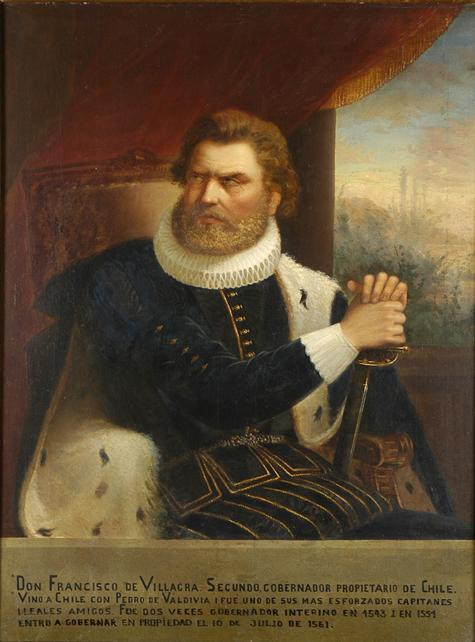
Francisco de Villagra.

Il nuovo governo di Villagra iniziò con una dimostrazione della sua eterna cattiva sorte, giacché la nave nella quale arrivò, portò il vaiolo in Cile, scatenando una disastrosa epidemia in Valparaiso e Santiago, e che pure afflisse con peggior gravità los mapuches che persero fra la quinta e quarta parte della loro popolazione
All'inizio del suo mandato riorganizzò la regolamentazione del lavoro nelle miniere e annullò gli ordini che García Hurtado de Mendoza aveva consegnato ai suoi amici e compagni, la qual cosa originò nuove proteste.
Organizzò una nuova spedizione, ma il suo corpo esaurito da tante battaglie cadde irrimediabilmente malato, essendo necessario trasferirlo in barella ai luoghi di battaglia. Soffrì in questa guerra anche la morte di suo figlio Pedro de Villagra junior, cosa che peggiorò le sue condizioni fisiche e mentali.
Designò per la continuazione della campagna suo cugino Pedro de Villagra, a cui diede successivamente anche il titolo di governatore ad interim, grazie alle facoltà concesse dal viceré.
Pedro de Villagra era già di fatto il governatore, per cui la guerra cambiò il suo corso. Si ottennero risonanti vittorie in Algol, sconfiggendo finalmente le forze comandate dal capo Loble, nel 1564.

## Primo governo di Rodrigo de Quiroga

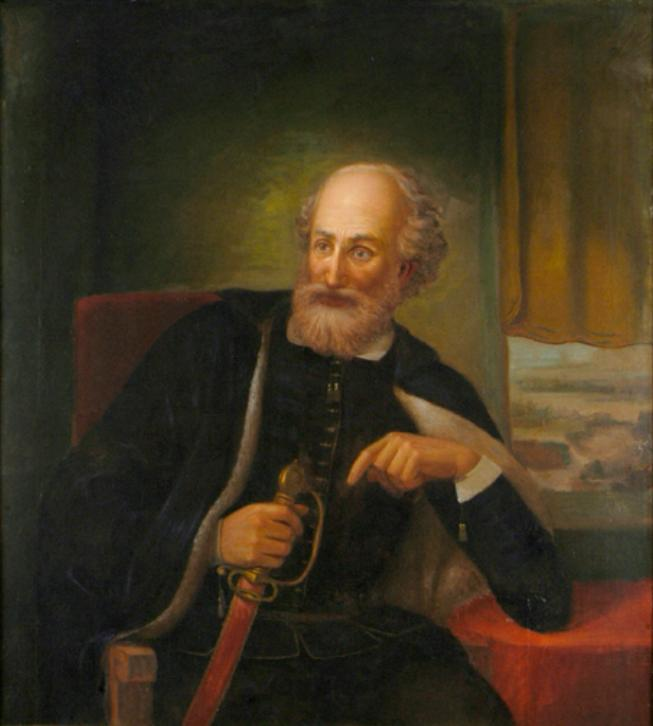
Rodrigo de Quiroga.

I nemici di Villagra nel paese lo destituirono e dichiararono illegalmente governatore Rodrigo de Quiroga, nell'anno 1564. Il suo governo fu marcato dai costanti scontri con gli indigeni, dai quali uscì vittorioso. Cominciò una nuova campagna, organizzata da Lorenzo Bernal del Mercado. Ricostruì Cañete e ripopolò Arauco, conquistò l'isola di Chiloé, con la fondazione di Castro e la pacificazione dei docili Cuncos di quest'ultima isola.
Nonostante questi trionfi (che dimostreranno essere assai poco efficaci in un futuro prossimo), la corte non riconobbe i suoi meriti e al suo ritorno nella capitale seppe della nomina della Real Audiencia in Cile, che avrebbe dovuto dirigere i destini del paese.

## LaReal Audiencia(Assemblea Reale) e Melchor Bravo de Saravia
Il governo della Real Audiencia, sarebbe caduto nel completo discredito in poco tempo, e la corte stessa riconobbe il suo errore, per cui si designò il presidente di quest'ultima, Melchor Bravo de Saravia, come governatore del Cile. Si diresse al sud per intraprendere la Guerra di Arauco, ottenendo solo una nuova sconfitta nell'assalto al forte mapuche di Mareguano, per cui dovettero essere evacuate Arauco e Cañete.
Esaurito, delegò al generale Lorenzo Bernal del Mercado il controllo dei Mapuche, dedicandosi all'amministrazione civile.
Il suo lavoro amministrativo fu pregiudicato dalle spese militari nel sud, così come dal terremoto che devastò Concepción nel 1570, nel quale tutte le case di questa città furono distrutte, sebbene non ci furono morti, nonostante un successivo attacco indigeno.
Alla fine del suo mandato, durante il quale si iniziò inoltre la costruzione della chiesa di San Francisco a Santiago e si creò il vescovato di Concepción, fu rimpiazzato da Rodrigo de Quiroga (1575).

## Secondo Governo di Rodrigo de Quiroga

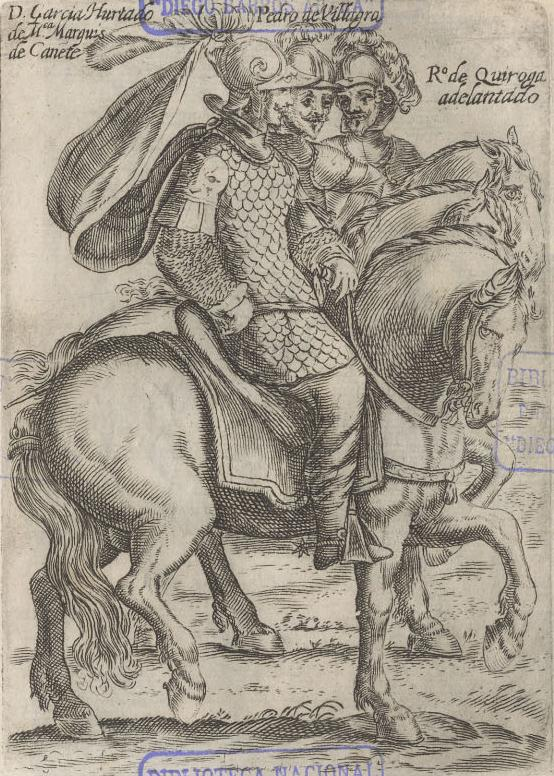
Hurtado de Mendoza, Villagra e Quiroga in un'illustrazione di Alonso de Ovalle.

La seconda amministrazione di Quiroga fu più conflittuale della prima. Alla guerra si sommarono le incursioni dei pirati, i due terremoti del 1575, il conflitto con il vescovo San Miguel sulla nomina delle cariche ecclesiastiche e il taglio dei salari dei preti, che gli provocò minacce di scomunica.
La Spagna promise l'invio di 500 rinforzi per terminare definitivamente la guerra, però solo ne arrivarono 300, con una qualità molto inferiore alle attese e praticamente senza equipaggiamento. Il sovrapporsi di queste difficoltà ai problemi di salute (doveva essere spostato in una sedia sul campo di battaglia), realizzò una nuova campagna contro i mapuche, diretta questa volta dal meticcio Alonso Diaz.
La campagna ebbe un relativo successo, che gli permisero di affrontare un'altra minaccia, l'apparizione di Sir Francis Drake sulle coste del Cile, che saccheggiò il porto di Valparaiso, però quando provò a ripetere l'operazione a La Serena, incontrò la resistenza armata degli abitanti, che massacrarono uno dei suoi uomini.
Il 16 dicembre del 1575 ci fu un terremoto che distrusse le città di La Imperial, Ciudad Rica (Villarrica), Osorno, Castro e Valdivia. Il sisma fece franare una montagna sull'emissario del lago Riñihue, chiudendone l'uscita e facendo accumulare una gran quantità d'acqua, la quale, quando a sua volta debordò, provocò un ulteriore disastro.
La sua grave malattia e la sua età (si avvicinava agli 80 anni) gli impedirono di continuare il comando della guerra, delegandolo finalmente a suo genero Martin Ruiz de Gamboa.

## Governo di Martín Ruiz de Gamboa
Appena morì Quiroga, il 25 febbraio del 1580, il governatore di Santiago inviò messaggeri per comunicare l'avvenimento a Martin Ruiz de Gamboa, e per chiedergli che si trasferisse nella capitale per ricevere il comando. Giurò l'8 marzo del 1580.
Chiese la ratificazione del suo comando al viceré del Perù e al re. Il viceré tardò più di un anno per confermare Gamboa nell'alto incarico che possedeva, firmando la ratificazione il 24 aprile del 1581, mentre il re, al conoscere la notizia, adotterà una differente posizione.
Per assicurarsi la sua elezione come governatore incaricato, Gamboa pensò che rispettando il desiderio del re di proteggere gli indigeni dagli abusi, avrebbe ottenuto quanto desiderato. Per questo rimpiazzò la tassa di Santillana, che in pratica non si applicò mai, per una nuova, conosciuta da allora come tassa di Gamboa. Quest'ultima rimpiazza il servizio personale con un tributo. Gli indios erano obbligati a pagare un tributo in denaro di nove pesos annuali al vescovado di Santiago e di sette pesos a quello de La Imperial. Si creava l'incarico di reggenti degli indios, funzionari incaricati di assicurare l'applicazione di queste leggi e la protezione degli indios. Questi funzionari erano pagati con una porzione dei tributi che avrebbero pagato gli indios, però la maggior parte dei tributi formavano il reddito degli encomenderos.
La misura provocò crescenti attriti tra gli encomenderos, dato che sarebbero caduti in una miserabile povertà, poiché, come successe, gli indigeni non avrebbero pagato i nuovi tributi e avrebbero evitato il lavoro.
Guadagnandosi con questo fatto molti nemici, i rumori arrivano fino al viceré, che cominciava a perdere la stima di Gamboa.
Frattanto, si deve occupare della ribellione del suo vicegovernatore Lope de Azócar, che oppone resistenza al governo di Ruiz di Gamboa. Però il governatore ottiene il controllo della situazione, lo cattura e lo manda via dal Cile.
Gli ultimi anni del suo mandato, tra il 1581 e il 1583, rimase nel sud del paese, combattendo permanentemente gli indigeni. Durante la campagna fondò la città di San Bartolomé de Gamboa, nome che non durò nel tempo essendo sostituito per il nome attuale di Chillan. La situazione della guerra durante il suo mandato peggiorò, giacché alla ribellione mapuche si sommò quella degli huilliches, che precedentemente non avevano mostrato aggressività, e dei picunches in Chillan.
Avendo richiesto rinforzi in Spagna e Perù, li ottenne (anche se ci furono numerose diserzioni nel viaggio), però al comando di Alonso de Sotomayor, suo successore designato dal re.

## Governo di Alonso de Sotomayor

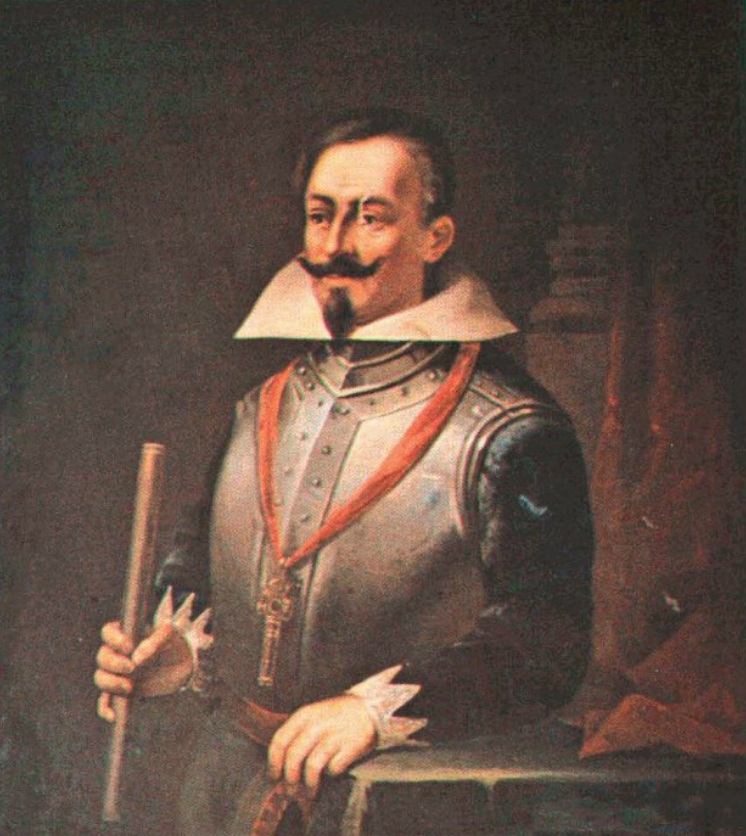
Alonso de Sotomayor.

Alonso de Sotomayor arrivò in Cile nell'anno 1583, con l'incarico di giudice "di residenza", e dovette farsi carico delle accuse inoltrate al governatore uscente, Martín Ruiz de Gamboa, che era diventato impopolare a causa della cosiddetta "tassa indigena" che vietava il lavoro agli indios.
Sotomayor lo arrestò nelle case del municipio di Santiago, da dove fu rilasciato sotto cauzione per essere poi rilasciato libero con piena assoluzione.
Con questi antecedenti, la prima decisione che prese fu il ristabilimento del servizio personale degli indios, derogando la cosiddetta "Tasa de Gamboa" e reintroducendo la "Tasa de Santillán", rendendola però più umana per evitare gli eccessi di cui gli indios erano oggetto in quei luoghi.
Sotomayor voleva portare a termine la conquista del Cile allo stile di Pedro de Valdivia, cioè costruendo fortini che si proteggessero tra loro e che proteggessero le città, ma non riuscì in questo intento, poiché aveva bisogno di un esercito professionale che non gli fu mai dato dalla Corona spagnola a causa della scarsità di risorse disponibili.
Realizzò varie campagne contro gli araucani. Riuscì a catturare il meticcio Alonso Díaz, che comandava gli araucani da qualche anno, mandò suo fratello Luis a una campagna nei pressi di Valdivia, e riuscì a contenere gli araucani in un attacco a sorpresa che questi perpetrarono in Angol il (16 gennaio dell'anno 1585).
In quello stesso anno, Sotomayor portò a termine il suo piano con l'aiuto degli scarsi uomini con cui contava. In un luogo chiamato Millapoa, fece costruire due fortini, ognuno ad ogni lato delle rive del fiume Regione del Bío Bío, allo scopo di tagliare la comunicazione tra araucani ed indios del nord. Successivamente fece costruire un altro fortino in Purén, dove piazzò un piccolo distaccamento. Il governatore aveva in mente di costruire un piccolo villaggio in ognuno di questi luoghi, convinto che questo fosse il mezzo più efficace per sottomettere le tribù e che i rinforzi che dovevano ancora arrivare sarebbero stati sufficienti per la conquista definitiva del Cile.
Al contrario, queste azioni non debilitarono realmente gli araucani poiché la cattura di Díaz e la costruzione dei fortini non produssero alcun effetto. Ogni giorno che passava, gli araucani diventavano più abili con le armi e con il maneggio dei cavalli spagnoli, avendo come unico limite l'utilizzo dell'archibugio per il quale non avrebbero comunque avuto la polvere da sparo.
Un altro problema da affrontare furono gli attacchi dei corsari inglesi. Il 9 aprile dell'anno 1587 a Quintero, il pirata Thomas Cavendish perde dieci dei suoi uomini nella sconfitta contro le forze spagnole. Oltre gli araucani, dovette soffocare due ribellioni dei soldati del sud, disperati dalla povertà in cui vivevano a causa del mancato pagamento del loro compenso.
Preoccupato da questa situazione e dalla scarsità dei rinforzi, il 30 luglio dell'anno 1592 parte per il Perù, con la speranza di ricavare abbastanza uomini per la campagna contro gli araucani.
Lascia il comando al dottore Pedro de Viscarra, uomo di lettere anziano e saggio che due anni prima era arrivato dalla Spagna con l'incarico di tenente del governatore e giudice del regno di Cile.
Nell'agosto dell'anno 1592, sbarcò nel porto di El Callao, dove apprese la notizia che il re aveva nominato un nuovo governatore di Cile, Martín García Óñez de Loyola.

## Governo di Martín García Óñez de Loyola

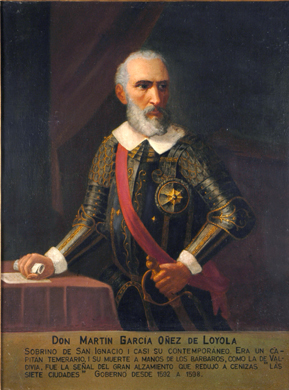
Martin Garcia Oñez de Loyola.

Óñez de Loyola arrivò in Cile il 23 settembre dello stesso anno, deciso a pacificare Arauco, motivo per il quale si diresse immediatamente a Concepción, capeggiando cento dieci uomini che aveva radunato nella capitale (febbraio del 1593). Óñez de Loyola si rese subito conto che con queste scarse risorse non avrebbe mai raggiunto l'obbiettivo e chiese rinforzi al Perù, poiché in quel momento contava solo su poco più di duecento uomini.
L'apparizione del pirata inglese Richard Hawkins nel Perù, ritardò l'invio dei rinforzi, poiché questi erano necessari per la difesa del paese. Durante le sue scorribande, Hawkins attaccò anche il porto Valparaíso, ma essendo il bottino molto povero, mostrò una certa nobiltà d'animo restituendo gli oggetti inservibili e rilasciando i marinai fatti prigionieri.
Gli uomini richiesti non arrivavano al governatore, ma al loro posto giunsero due ordini religiosi, gli agostiniani ed i gesuiti. Questi ultimi avrebbero avuto, in tempi futuri, un ruolo decisivo negli eventi accaduti durante la colonizzazione in Cile e che culminarono con la loro espulsione.
Nel 1594, il governatore, stanco di aspettare, iniziò la campagna nel sud, nonostante il piccolo contingente di uomini su cui contare. Tre anni dopo, arrivò un rinforzo di centoquaranta uomini. Ma neanche questi erano sufficienti ed a ciò si aggiunse il rifiuto di Santiago di inviare altri uomini. La scarsità dei rinforzi non era attribuibile ad una colpa del viceré che offriva compensi generosi per unirsi all'esercito, ma al discredito con il quale il Cile si era macchiato a causa dell'interminabile guerra e che aveva provocato negli uomini la completa sfiducia verso quella causa.
Si trovava in La Imperial quando le arrivò la notizia che in Angol gli araucani avevano iniziato di nuovo le loro scorribande, e così partì il 21 dicembre del 1598 con cinquanta uomini verso Angol. Nel secondo giorno di marcia trovarono un luogo chiuso da alte pareti chiamato Curalava (la pietra spezzata), sulle rive del fiume Lumaco, dove riposarono senza prendere alcuna misura di precauzione contro l'eventualità di subire un attacco nemico. Durante la notte del 23 al 24 gli indigeni si avvicinarono all'accampamento e attaccarono gli spagnoli tra urla e grida.
Óñez de Loyola, e due dei suoi soldati che erano accanto a lui, si fecero onore in battaglia, ma soccombettero trafitti delle picche degli indigeni. Nella battaglia morirono quasi tutti gli spagnoli, fatta eccezione del sacerdote Bartolomé Pérez che fu fatto prigioniero e di Bernardo de Pereda, soldato, che rimase sul campo di battaglia con 23 ferite in corpo, ma ancora vivo.
Gli araucani si ribellarono in tutte le città a sud del fiume Bio Bio. Questi eventi determinarono la fine della conquista. Di fatto, da quel momento in poi, gli spagnoli avranno come frontiera il fiume Bio Bio e abbandoneranno l'espansione verso il territorio degli araucani che si era sviluppata lungo il XVI secolo.